# Júnior Santos
Júnior Santos (sinh ngày 11 tháng 10 năm 1994) là một cầu thủ bóng đá người Brasil.

## Sự nghiệp câu lạc bộ
Júnior Santos hiện đang chơi cho Kashiwa Reysol.